# MAKSA
MAKSA, bürgerlich Lyubov Alekseevna Maksyutina, (geboren am 16. Februar 1957 in Kirowgrad im Ural; gestorben 29. August 2012 in Hamburg) war eine deutsch-russische Malerin der Moderne. Sie lebte und arbeitete vor allem in Deutschland und Russland.

## Leben
MAKSA besuchte die Kunstgewerbeschule in Nischni Tagil im Oblast Swerdlowsk in der Nähe von Kirowgrad. Hier lernte sie von 1975 bis 1979. 1982 wurde MAKSA in die Vera Muchina Kunsthochschule (heute Stieglitz Akademie) in Sankt Petersburg aufgenommen. MAKSA lernte hier in der Klasse bei Professor E. N. Lazarev für Industrie Design bis 1987. Zur Zeit der Perestroika war MAKSAs Schaffen besonders fruchtbar. Sie war Teil der Künstlergruppe SVOI (1987–1992).
1994 verlagerte MAKSA ihren Lebensmittelpunkt nach Deutschland mit der Heirat des Grafikers Oliver Friel. In dieser Zeit entstanden viele Arbeiten und die Serien Pünktchen, Schweben, Zeitkurven, Duo-XL. Auch eine große Zahl an Ausstellungen und zum Teil russisch-deutschen Projekten folgten. MAKSA erkundete, befördert durch Oliver Friels kulturelle Offenheit und Kenntnis, Europa und vermittelte kulturelle Informationen an russische Künstler und russischsprechende Menschen weiter, ohne Wertung jeglicher Seite.
Zwischen 2007 und 2012 entstanden die Serien Geometrie der Sinne und Ur-Früchte. MAKSA hatte dann ein eigenes Atelier und war verheiratet mit dem ehemaligen DDR-Intendanten Karl Grossmann.
MAKSA starb am 29. August 2012 an Lungenkrebs. Auf ihren Wunsch wurde sie in ihrer Heimat, in Kirowgrad/Sibirien beigesetzt und ihr gesamtes Werk als Nachlass dem Forum für Künstlernachlässe in Hamburg übergeben.

## Lehrtätigkeit
MAKSA arbeitete als Dozentin von 1994 bis 2012 in ihrem eigenen Atelier, an der Volkshochschule Hamburg, an der Kunsthalle Hamburg und an der Trickfilmakademie Hamburg. Sie unterrichtete Komposition, Grafik, Stillleben, Akt und gab Kurse zur Farbenlehre. In den klassischen akademischen Fächern instruierte MAKSA die Regeln des Bildaufbaus seit Michelangelo und korrigierte auch typisch russisch-akademisch in den Zeichnungen und Bildern der Schüler mit eigener Hand.

## Ausstellungen
- 1987–91: eine Vielzahl von Ausstellungen und Performances in Leningrad (heute Sankt Petersburg).
- 1993: erste große Ausstellung im Logensaal der Hamburger Kammerspiele.
- 1999: Kunsttreppe Hamburg. Sommerakademie Dresden. Rathaus Hamburg.
- 2002: Kulturrathaus Dresden. wegziehen in der U-Bahn Hamburg. sinnsiel-spielsinn, Festival eigenarten.
- 2003: Kuppel, Kunsthalle Hamburg. Schatten-Metamorphosen 1, Hamburg. „Katjas Träume“, Bonn.
- 2004: Schatten-Meramorphosen 2, Hamburg. Katjas Träume, Potsdam, Moskau.
- 2006: Ur-Früchte in der Kirche Sankt Jacobi, Hamburg.
- 2010: Geometrie der Erlebnisse, Levantehaus, Hamburg.
- 2011: Ausstellung in der Koppel 66, GEDOK, Hamburg.
- 2013: MAKSA (1957–2012) – Eine Werkschau aus zwei Jahrzehnten, Forum für Künstlernachlässe e.V., Künstlerhaus Sootbörn, Hamburg.
- 2019: Ausstellung des Forum für Künstlernachlässe in der Pushkinskaya 10 in Sankt Petersburg.